# 赛迪传媒
北京赛迪传媒投资股份有限公司 （深交所：000504）是中国深圳证券交易所的一家上市公司，主营业务范围为出版业。
2011年，该公司主营业务收入为90893027.25元，公司净利润为-29903147.40元，公司总资产为276472625.89元。